# Энсет (язык)
Энсет, или южный ленгуа (Enxet, Lengua Sur, Southern Lengua) — один из диалектов языка ленгуа, относящегося к маскойской семье языков, на котором говорит около 15 000 человек народа энсет, проживающего в департаментах Бокерон, Консепсьон и Пресиденте-Аес в Парагвае. Женская часть носителей южного диалекта ленгуа плохо владеют парагвайским гуарани. Кроме южного, у языка ленгуа есть и северный диалект (энльет), от которого южный фонологически и орфографически отличается.